# Uwe von Seltmann
Uwe von Seltmann (* 29. Juli 1964 in Müsen im Kreis Siegen) ist Journalist und Schriftsteller.

## Leben und Werk
Seltmann ist ein Sohn des Schriftstellers und Liederdichters Lothar von Seltmann. Nach seinem Studium der Evangelischen Theologie in Erlangen, Tübingen und Wien sowie einem mehrmonatigen Aufenthalt in Jerusalem (1994) und der Arbeit als Zeitungskorrespondent war er von 2004 bis Dezember 2008 Chefredakteur der evangelischen Wochenzeitung Der Sonntag in Leipzig. Seit 2009 lebt er als freier Autor in Krakau und Leipzig.
1998 bis 2000 erschienen von Seltmanns erste Bücher: Der Roman Karlebachs Vermächtnis, der von den Auswirkungen der NS-Zeit auf die Gegenwart handelt, und Papa, Paul und Pampers, in dem er in 42 Kurzgeschichten das Leben eines Vaters schildert. Zum 40. Jahrestag des Mauerbaus erschien 2001 sein Roman An einem Tag im August. Außerdem zeichnete von Seltmann das Leben seines Großvaters Lothar von Seltmann nach, eines SS-Mannes, der an der Niederschlagung des Warschauer Ghetto-Aufstands beteiligt war (Schweigen die Täter, reden die Enkel).
2012 war Seltmann kurzzeitig Chefredakteur der neugegründeten Zeitschrift Leben & Tod.

## Werke (Auswahl)
- Karlebachs Vermächtnis. Roman. Gerlingen 2000, ISBN 3-88350-746-6.
- An einem Tag im August. Roman. Gerlingen 2001, ISBN 3-88350-117-4.
- Papa, Paul und Pampers. ein Vater packt aus. 2. Auflage. Leipzig 2006, ISBN 3-374-02438-6.
- mit Claudia Brunner[1]: Schweigen die Täter, reden die Enkel. Frankfurt am Main 2006, ISBN 3-596-16760-4.
- Warum denn glauben …? 52 persönliche Bekenntnisse. Leipzig 2006, ISBN 3-374-02403-3.
- Ein Motto fürs Leben. Was mir mein Konfirmationsspruch bedeutet. Leipzig 2008, ISBN 978-3-374-02582-4.
- mit Karsten Krampitz: Leben mit und ohne Gott. Beiträge zur Inneren Sicherheit. München 2010, ISBN 978-3-7766-2645-2.
- Grossvater war kein Seeräuber. Eine Odyssee von der Sieg an die Weichsel. Erzählung. In: Karsten Krampitz (Hrsg.): Heimat, Heimweh, Heimsuchung. Berlin 2010, ISBN 978-3-87956-338-8, S. 42–46.
- Todleben, München 2012, ISBN 978-3-7766-2681-0.
- Gabi i Uwe, Warschau 2012, ISBN 978-83-01-16954-1.
- Es brennt. Mordechai Gebirtig, Vater des jiddischen Liedes. Biografie. Erlangen 2018, ISBN 978-3-946120-65-0.
- Wir sind da! 1700 Jahre jüdisches Leben in Deutschland. Sachbuch. Erlangen 2021, ISBN 978-3-946120-81-0.